# 1968 Mehltretter
1968 Mehltretter (1932 BK) là một tiểu hành tinh vành đai chính được phát hiện ngày 29 tháng 1 năm 1932 bởi K. Reinmuth ở Heidelberg.